# All Hands on the Bad One
All Hands on the Bad One — пятый студийный альбом американской альтернативной рок-группы Sleater-Kinney. Он был выпущен 2 мая 2000 года на лейбле Kill Rock Stars. Альбом был спродюсирован Джоном Гудмансоном и записан с декабря 1999 по январь 2000 года в Jackpot! Studio в Портленде, штат Орегон, и John & Stu’s Place в Сиэтле, штат Вашингтон. Музыка на альбоме варьируется от более мягких мелодий до быстрых гитарных партий в стиле панк-рок, а тексты затрагивают такие вопросы, как женщины в роке, мораль, расстройства пищевого поведения, феминизм, музыкальная журналистика и СМИ.
После выхода альбом All Hands on the Bad One достиг 177 места в американском чарте Billboard Top 200 и 12 места в чарте Heatseekers Albums. Одна песня с альбома, «You’re No Rock n' Roll Fun», была выпущена в качестве сингла. Альбом получил положительные отзывы от критиков, которые высоко оценили его слаженность и вокал певца и гитариста Корина Такера. All Hands on the Bad One попал в несколько списков лучших альбомов года и получил номинацию «Выдающийся музыкальный альбом» на 12-й ежегодной церемонии вручения премии ГЛААД.

## История
Продюсером All Hands on the Bad One выступил Джон Гудмансон, который ранее продюсировал третий студийный альбом группы Dig Me Out. Группа решила снова работать с ним, потому что, по словам Вайса, Гудмансон «обладает невероятной способностью улавливать наш живой звук и усиливать его, так что мы звучим лучше». Альбом был записан с декабря 1999 по январь 2000 года на Jackpot! Recording Studio в Портленде, штат Орегон, и John & Stu’s Place в Сиэтле, штат Вашингтон.
Как и в других альбомах Sleater-Kinney, в текстах All Hands on the Bad One присутствуют личные, политические и социальные темы.

## Отзывы
| Совокупная оценка | Совокупная оценка           |
| Источник          | Оценка                      |
| ----------------- | --------------------------- |
| Metacritic        | 86/100                      |
| Оценки критиков   |                             |
| Источник          | Оценка                      |
| AllMusic          | [ 5 ]                       |
| Chicago Sun-Times | [ 6 ]                       |
| The Guardian      | [ 7 ]                       |
| Melody Maker      | [ 8 ]                       |
| NME               | 8/10                        |
| Pitchfork         | 8.3/10 (2000) 8.5/10 (2014) |
| Q                 | [ 12 ]                      |
| Rolling Stone     | [ 13 ]                      |
| Spin              | 8/10                        |
| The Village Voice | A−                          |

All Hands on the Bad One получил очень положительные отзывы критиков. Рецензент Pitchfork Брент ДиКресцензо назвал его самым мелодичным, игривым, саркастичным и пробивным альбомом группы на сегодняшний день. Кэт Юдичелло в своей рецензии для PopMatters сказала, что альбом отличается «прекрасными гармониями, блестящей работой ударных, великолепными панк-рок гитарными рифами и суперумными текстами». Автор St. Petersburg Times Алан Риттнер отметил: «Уверенность и чувство свободы Sleater-Kinney вылились в самую безжалостную инструментальную работу за всю карьеру группы, не уступая при этом в мастерстве исполнения песен». Некоторые критики также отметили последовательность альбома. По мнению Джошуа Клейна из The A.V. Club, «отличительной чертой All Hands On The Bad One является преданность Sleater-Kinney своему ремеслу, а также спонтанная страсть: Песня за песней, это может быть его лучший альбом».
All Hands on the Bad One появился в нескольких списках по итогам года. Pitchfork поместил альбом на 16 место в списке «20 лучших альбомов 2000 года», прокомментировав: «Sleater-Kinney рискнули потерять немного репутации riot [grrrl] в пользу написания песен, которые охватывают более разнообразный спектр эмоций и тем, и получили свою самую убедительную и политическую запись на сегодняшний день». Toronto Star назвал его восьмым лучшим альбомом года, Edmonton Journal назвал его одним из лучших альбомов года, а The Village Voice поместил его на 10 место в своём опросе критиков Pazz & Jop 2000 года. All Hands on the Bad One также получил номинацию за выдающийся музыкальный альбом на 12-й ежегодной премии Gay and Lesbian Alliance Against Defamation Awards, но проиграл Invincible Summer Кэтрин Дон Ланг (k.d. lang).

## Список композиций
Все треки написаны Sleater-Kinney (Корин Такер, Джанет Вайсс и Кэрри Браунстин).
| №                   | Название                     | Длительность |
| ------------------- | ---------------------------- | ------------ |
| 1.                  | «The Ballad of a Ladyman»    | 3:11         |
| 2.                  | «Ironclad»                   | 2:34         |
| 3.                  | «All Hands on the Bad One»   | 2:57         |
| 4.                  | «Youth Decay»                | 2:30         |
| 5.                  | «You're No Rock n' Roll Fun» | 2:38         |
| 6.                  | «#1 Must Have»               | 3:04         |
| 7.                  | «The Professional»           | 1:31         |
| 8.                  | «Was It a Lie?»              | 3:16         |
| 9.                  | «Male Model»                 | 2:33         |
| 10.                 | «Leave You Behind»           | 3:27         |
| 11.                 | «Milkshake n' Honey»         | 2:55         |
| 12.                 | «Pompeii»                    | 2:43         |
| 13.                 | «The Swimmer»                | 3:46         |
| Общая длительность: | Общая длительность:          | 37:07        |